# Jhunjhunu
Jhunjhunu (o Jhunjhunun, hindi: झुन्झुनू) è una suddivisione dell'India, classificata come municipality, di 100.476 abitanti, capoluogo del distretto di Jhunjhunu, nello stato federato del Rajasthan. In base al numero di abitanti la città rientra nella classe I (da 100.000 persone in su).

## Geografia fisica
La città è situata a 28° 7' 60 N e 75° 24' 0 E e ha un'altitudine di 322 m s.l.m..

## Società

### Evoluzione demografica
Al censimento del 2001 la popolazione di Jhunjhunu assommava a 100.476 persone, delle quali 52.814 maschi e 47.662 femmine. I bambini di età inferiore o uguale ai sei anni assommavano a 17.912, dei quali 9.918 maschi e 7.994 femmine. Infine, coloro che erano in grado di saper almeno leggere e scrivere erano 60.068, dei quali 36.324 maschi e 23.744 femmine.